# 18式個人用防護装備

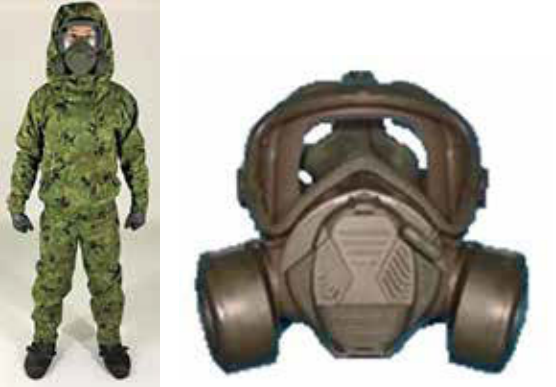
18式個人用防護装備

18式個人用防護装備（ひとはちしきこじんようぼうごそうび）は、陸上自衛隊の対NBC用装備。

## 概要
2018年（平成30年）に00式個人用防護装備の後継として部隊使用承認が下りた。中央特殊武器防護隊など化学科部隊を中心に配備されているほか、警察の特殊急襲部隊（SAT）にも配備されている。製作は東洋紡、興研。両目を一枚のレンズで保護するゴーグル型レンズを備えた新型のマスク（18式個人用防護装備防護マスク）の採用により、00式個人用防護装備防護マスクと比べ、より広い視界の確保が可能となった。また、防護衣も新型素材の採用によりエアロゾルに対する防護性が向上されている。

## 製作
- 東洋紡
- 興研